# Бахадур і Сона

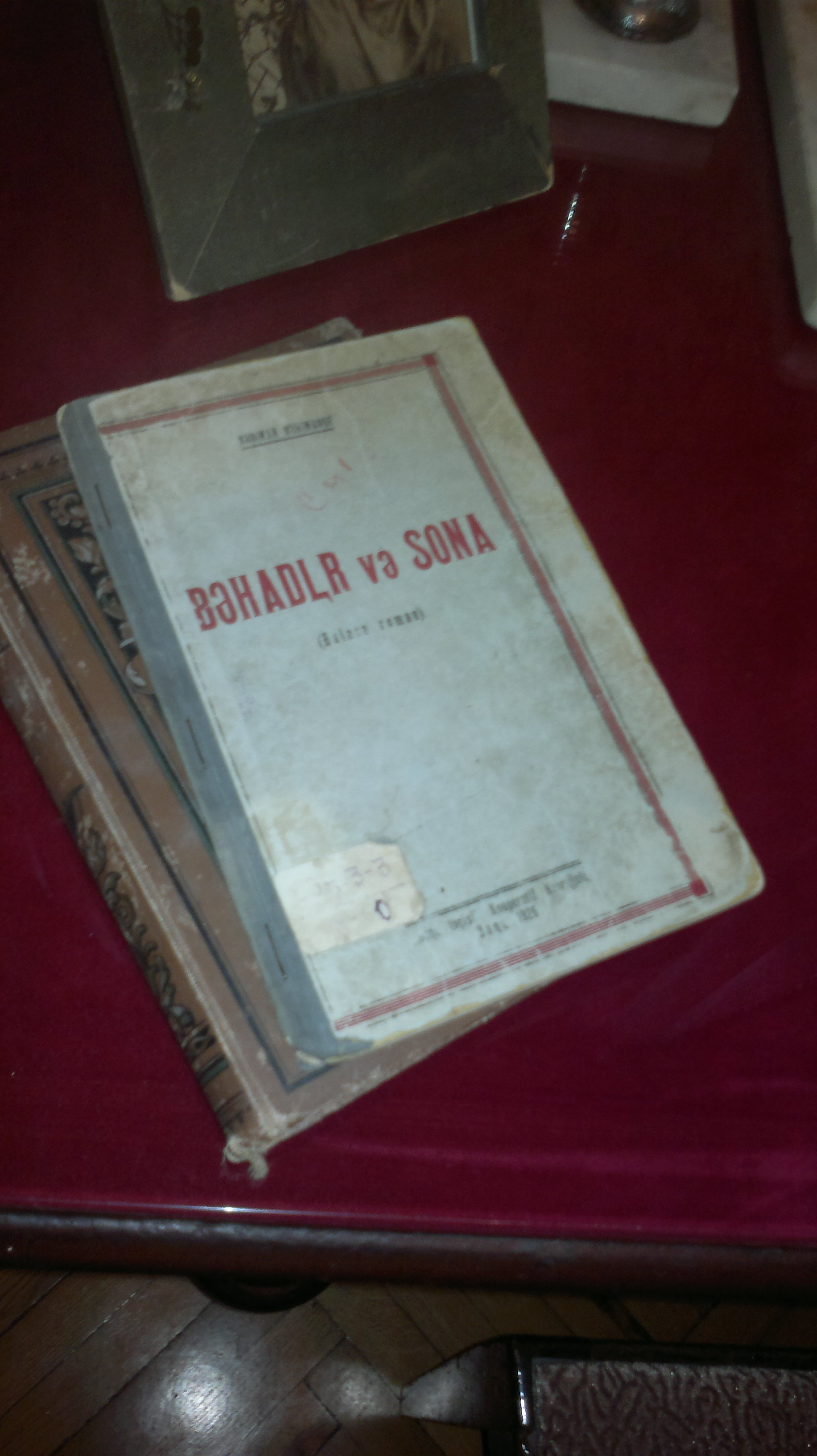
Видання 1920-х років. Будинок-музей М. Наріманова в Баку

«Бахадур і Сона» (азерб. Bahadır və Sona) — невеликий роман азербайджанського письменника Нарімана Наріманова, написаний у 1896—1898 роках, що розповідає про трагічне кохання азербайджанця Бахадура і вірменки Сони.

## Історія
31 січня (12 лютого) 1896 року Наріманов звернувся до Кавказького цензурного комітету з проханням про дозвіл видати роман азербайджанською мовою. У травні цього ж року в Баку видано першу частину роману «Бахадур та Сона». Також у цей час книгу надруковано в перекладі вірменською мовою в тифліському журналі «Мурч» («Молот»). Вірменський письменник Вртанес Папазян у передмові до перекладу писав, що «Наріманов — публіцист, письменник, людина з чудовими прагненнями та енергією, яка заприсяглася присвятити себе справі розвитку та просвіти свого народу»
У січні 1899 року в Баку видано другу частину роману. А 21 вересня (4 жовтня) 1914 року Наріманов закінчує роботу над п'єсою «Бахадур і Сона». 21 вересня (4 жовтня) 1915 року він здійснює в Шамахах постановку п'єси. 24 листопада (7 грудня) 1915 року Наріманов звернувся з проханням до Кавказького цензурного комітету про дозвіл постановки п'єси «Бахадур і Сона». Дозвіл отримано 18 грудня (31 грудня) 1915 року.

## Відгуки критики
Літературознавець Мамед Аріф зазначав, що в цьому романі Наріманов уперше в азербайджанській прозі розкрив націоналістичні забобони як причину трагедії молодих людей (азербайджанця Багадура і вірменки Сони), які щиро покохали одне одного, але загинули, не подолавши «штучно створених людьми проваль, що їх роз'єднали».
Згідно з ВРЕ, в романі «Бахадур і Соня» Наріманов показав, як «національна ворожнеча, що штучно розпалювалася, заважала природній дружбі вірменського й азербайджанського народів».

## Опера
1961 року азербайджанський композитор Сулейман Алескеров на основі роману створив оперу «Бахадур і Сона». Лібретисти Шихалі Курбанов та Афрасіяб Бадалбейлі переробили твір відповідно до вимог оперної специфіки. Наприклад, введено сцену в будинку гянджинського багатія (другий акт), що характеризує звичаї «вищого суспільства».

## Схожа тема в літературі
- «Аслі та Керем» — анонімний дастан про кохання азербайджанця Керема та вірменки Аслі.
- «Червоне покривало» — оповідання О. Бестужева про кохання азербайджанки до російського офіцера.
- «У 1905 році[ru]» — п'єса Джафара Джабарли, що розповідає про кохання азербайджанця Бахші та вірменки Сони.
- «Романтична історія» — оповідання Степана Зоряна про кохання азербайджанця Алі та вірменки Катаріни.
- «Алі та Ніно>» — роман Курбана Саїда про кохання азербайджанця Алі та грузинки Ніно.